# 圣何塞 (卡洛弗雷区)
圣何塞是巴拿马贝拉瓜斯省卡洛弗雷区的一个城市，2010年是人口为680。该市2000年时人口为649，1990年时人口为691。